# Phyxelididae
Famille
Les Phyxelididae sont une famille d'araignées aranéomorphes.

## Distribution

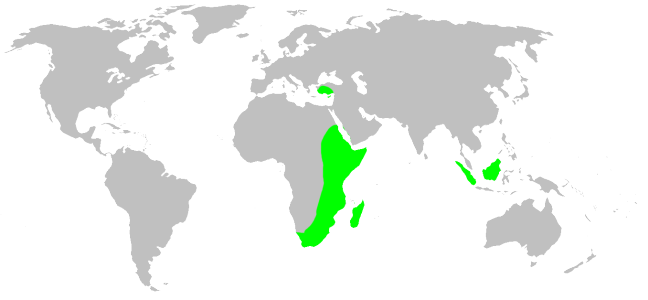
Distribution

Les espèces de cette famille se rencontrent en Afrique australe, en Afrique de l'Est, en Asie du Sud-Est et dans l'Est de bassin méditerranéen.

## Paléontologie
Cette famille n'est pas connue à l'état fossile.

## Taxonomie
Cette famille rassemble 64 espèces dans 14 genres.

## Liste des genres
Selon World Spider Catalog (version 17.0, 13/09/2016) :
- Ambohima Griswold, 1990
- Kulalania Griswold, 1990
- Lamaika Griswold, 1990
- Malaika Lehtinen, 1967
- Manampoka Griswold, Wood & Carmichael, 2012
- Matundua Lehtinen, 1967
- Namaquarachne Griswold, 1990
- Phyxelida Simon, 1894
- Pongolania Griswold, 1990
- Rahavavy Griswold, Wood & Carmichael, 2012
- Themacrys Simon, 1906
- Vidole Lehtinen, 1967
- Vytfutia Deeleman-Reinhold, 1986
- Xevioso Lehtinen, 1967

## Publication originale
- Lehtinen, 1967 : Classification of the cribellate spiders and some allied families, with notes on the evolution of the suborder Araneomorpha. Annales Zoologici Fennici, vol. 4, p. 199-468.